# Rotkva
Rotkva (lat. Raphanus), manji biljni rod od tri vrste jednogodišnjeg raslinja iz porodice kupusovki (Brassicaceae).

## Vrste
1. Raphanus confusus
2. Raphanus raphanistrum, divlja rotkva
  1. Raphanus raphanistrum subsp. landra čunjasta rotkva
  2. Raphanus raphanistrum subsp. raphanistrum
  3. Raphanus raphanistrum subsp. rostratus
3. Raphanus sativus, usjevna rotkva
  1. Raphanus sativus var. caudatus
  2. Raphanus sativus var. sativus